# Yakubu Gowon
Yakubu Gowon, född 19 oktober 1934 i Kanke i delstaten Plateau, är en nigeriansk militär och politiker. Han var Nigerias statschef mellan 1966 och 1975.

## Biografi
Gowon blev generalmajor 1967. Efter arméns och general Johnson Aguiyi-Ironsis statskupp i januari 1966 utsågs Gowon till stabschef. Sedan Ironsis mördats i juli samma år tog Gowon ledningen i den nationella militärregeringen. I augusti 1966 blev han Nigerias stats- och regeringschef samt överbefälhavare.
Under Gowon besegrade Nigeria utbrytarstaten Biafra i det nigerianska inbördeskriget 1967–1970.
Gowon avsattes själv i en militärkupp i juli 1975 när han var i Uganda, varvid Murtala Mohammed tog över makten. Gowon gick i exil i Storbritannien, där han doktorerade i statsvetenskap. Han återvände till Nigeria i mitten av 1980-talet och blev professor vid universitetet i  Jos.